# Gustav Grabau
Otto Hermann Gustav Grabau (* 16. November 1888 in Schleibnitz, Kreis Wanzleben; † 4. Juni 1977 in Bremen) war ein Bremer Politiker (Bremer Demokratische Volkspartei BDV, FDP) und Mitglied der Bremischen Bürgerschaft.  

## Biografie
Grabau war als Grundstücksmakler in Bremen tätig.
Er war ab 1945 Mitglied der BDV. Da der Hollmann-Grabau-Gruppe die politische Ausrichtung der stark wirtschaftlich orientierten BDV missfiel, traten sie im Februar 1947 der FDP bei. Als 1951 die Hollmann-Grabau-Gruppe zur BDV zurückkehrte, gelang es in Bremen, dass die Liberalen sich in der FDP als gemeinsame Partei vereinigten.
Vom Februar bis November 1947 war er Mitglied der ersten gewählten Bremischen Bürgerschaft und in Deputationen der Bürgerschaft tätig.
Grabau war seit dem 6. November 1910 mit Helene Ida geb. Gütschow (1891–1981) verheiratet. Die Eheschließung fand in Eilsleben im Kreis Neuhaldensleben statt. Gustav Grabau starb am 4. Juni 1977 um 19:00 Uhr im Krankenhaus Bremen-Ost in der Osterholzer Landstraße 51 in Bremen im Alter von 88 Jahren. Er wohnte zuletzt in der Peter-Henlein-Straße 46 in Bremen. Grabau war evangelischer Konfession.